# Интернет-кафе для бездомных
Интерне́т-кафе́ для бездо́мных — места в Японии, используемые людьми, которых называют «кибербездомными» (англ. Net café refugees, также известны как cyber-homeless): они не владеют собственным жильём и не снимают его, а ночуют в интернет-кафе или манга-кафе, предлагающих отдельные закрытые ячейки и бесплатный душ.

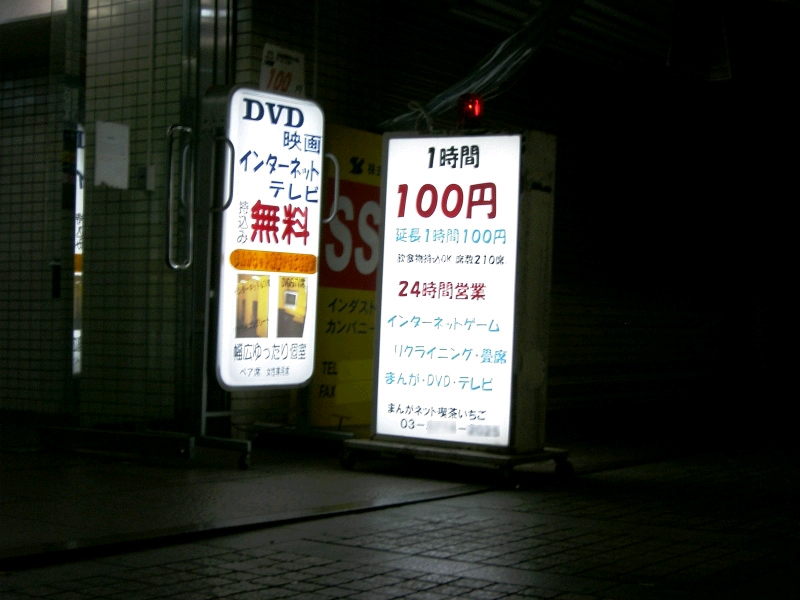
Вход в одно из интернет-кафе для бездомных

Такой новый тип японских интернет- и манга-кафе начал набирать популярность в конце 2000-х годов. Первоначально эти кафе были приспособлены для пассажиров, опоздавших на последний поезд, однако всё больше бездомных людей используют их в качестве временного приюта. Стоимость такого ночлега гораздо дешевле, чем в капсульных отелях или самых недорогих хостелах. Некоторые кафе предлагают бесплатные душевые и продают нижнее бельё и другие личные вещи, что позволяет бездомным использовать эти места как дешёвый отель или хостел.
Исследование японского правительства показало, что более 5400 человек проводят по крайней мере половину своей недели в японской столице, оставаясь в таких кафе. Подчёркивается, что это явление является частью растущего разрыва в благосостоянии жителей Японии, которая исторически гордилась наличием экономически равного общества.
Плата за пользование таким кафе для бездомных составляет от 1400 до 2400 иен за ночь, которая может включать бесплатные безалкогольные напитки, телевизор, комиксы и доступ в интернет — гораздо меньше, чем для капсульных отелей.
В Европе подобный сервис предоставляется бездомным Дублина (Ирландия), которые могут спать в креслах или на столах в течение ночи за плату порядка 6—10 евро.